# 中将局
中将局（ちゅうじょうのつぼね、元禄4年（1691年） - 宝暦3年7月10日（1753年8月8日））は、江戸時代中期の女性。実名は不詳。
倉橋泰貞と、土御門隆俊の娘との間に生まれた。元禄11年12月27日（1699年1月27日）、8歳で霊元上皇の後宮に入る。候名は小左京、のち中将。中臈であった。宝永7年9月13日（1710年11月3日）、20歳のときに第十五皇子たる峯宮を生む。享保9年11月13日（1724年12月28日）、院御所を退出する。出家後は智覚院と号した。宝暦3年7月10日（1753年8月8日）、卒去した。享年63歳。